# La fiesta de los locos
La fiesta de los locos es una película española de 2016 dirigida por Manuel Iborra.

## Ficha artística
Las chirigotas participantes son:
- V de Vavetta
- Los Guatifó
- Las Talegueras
- Quédate que queda té

## Argumento
Es una mirada social, cultural y política vista a través de los ojos de algunas agrupaciones callejeras del Carnaval de Cádiz y varios expertos y autores. 

## Comentarios
En La fiesta de los locos aparecen algunas agrupaciones del carnaval callejero que se vive anualmente en las calles de Cádiz.
El rodaje se llevó a cabo en febrero de 2016.
El preestreno se llevó a cabo en el Baluarte de la Candelaria de Cádiz el 9 de septiembre de 2016.